# Slaget vid Nauheim
Slaget vid Nauheim (även känt som slaget vid Johannisberg eller Johannesberg) var ett slag under sjuårskriget som utkämpades i närheten av Nauheim i lantgrevskapet Hessen-Kassel den 30 augusti 1762. Franska trupper under befäl av Louis Joseph, prins av Condé besegrade hannoverianska och brittiska trupper under ledning av hertig Ferdinand av Braunschweig.